# Esqueixada
La esqueixada (/əs.kəˈʃa.də/) es uno de los platos más conocidos y típicos de la cocina de Cataluña, España.

## Composición
Se trata de una ensalada fría cuyos ingredientes son: bacalao desmigado, pimiento verde y pimiento rojo cortados en pequeños trozos, cebolla, olivas y tomate (rallado o cortado en dados). Se aliña con aceite de oliva, vinagre y, en caso de ser necesario, sal.
- Según la zona también se le añade legumbres secas (entonces es un empedrat) o huevo cocido.

## Otros platos relacionados o parecidos
- Empedrat
- Esgarraet
- Pericana
- Xató